# Synagoga Beit Aaron w Jerozolimie
Synagoga Beit Aaron w Jerozolimie (z hebr. Dom Aarona) – nieistniejąca synagoga znajdująca się na terenie Starego Miasta w Jerozolimie.
Synagoga została zbudowana przed 1874 roku, z inicjatywy chasydów z Karlina, zwolenników cadyków z dynastii Perlowów. Synagoga została nazwana Beit Aaron na cześć rabbiego Aarona II Perlowa (1802-1872). Synagoga została doszczętnie zniszczona podczas I wojny izraelsko-arabskiej w 1948 roku, a chasydzi przenieśli się w inne miejsce.